# Планинска земя
Планинска земя (на английски: highland – идва от релефа на Шотландската планинска земя) е физикогеографски термин.
Означава обширен участък от земната повърхност, заемащ относително голяма площ и характеризиращ се със силно пресечен релеф, представлявайки комбинация от плата, планински вериги и масиви, понякога редуващи се с широки и плоски долини, водни басейни и като правило намиращи се на висока надморска височина (за разлика от възвишенията).

Типичен пример за планинска земя е Тибет, макар да не носи името планинска земя. Също така другото име на Абисинското плато в Африка е Етиопска планинска земя, а в Южна Америка се намират Бразилската планинска земя и Гвианската планинска земя.
В Европа най-обширната територия, която наподобява планинска земя, са Динарските планини.